# Héctor Quezada
Héctor Elías Quezada Naar, conocido como Papi Quezada (22 de mayo de 1937 - 1 de febrero de 2004), fue un periodista, locutor y relator dominicano de ascendencia 	neerlandesa.
Era hijo de Aurelio Quezada y Maria Naar. Tuvo 6 hijos y 3 nietos. Desde muy joven se fue a Puerto Rico para trabajar como locutor; más tarde fue a Nueva York y trabajó en la radio. 
Se dedicó a la publicidad; impartía docencia en la Universidad Apec. En su trayectoria como locutor, fue voz en off de varios anuncios radiales y televisivos. Formó su empresa Publicidad y Control, y su primer programa televisivo fue El Mundo a cuestión de Minutos.
Trabajó en los canales 9, 5 , 4, 11, entre otros. Se destacó en Radio Televisión Dominicana, Color Visión, Telemicro, Telecentro y HIN Radio. En Telesistema canal 11, tenía a su cargo junto a Evelin Belliard la presentación estelar de noticias. También trabajó en Radio Cadena Comercial, donde realizaba un programa. Además de ser presentador de noticias del programa Santo Domingo Invita, era la voz oficial de este espacio televisivo. Fue lector y presentador de noticias, llegando en varias ocasiones a ganar el galardón "Micrófono de Oro". 
Papi Quezada laboró en Radio San Juan, en San Juan de Puerto Rico, en 1961. Luego de la muerte de Rafael Leónidas Trujillo Molina, retornó al país.
- Datos: Q5906361
- Multimedia: Hector Quezada / Q5906361